# میر امان‌الله گذر
میر امان‌الله گذر (زاده ۱۳۴۱ ولسوالی میربچه‌کوت ولایت کابل) سیاستمدار افغانستان و نماینده مردم ولایت کابل در دوره شانزدهم مجلس نمایندگان است. ff

## زندگی‌نامه
میر امان‌الله گذر زاده ۱۳۴۱ از ولسوالی میربچه‌کوت ولایت کابل می‌باشد. ایشان تحصیلات متوسطه خود را در لیسه/دبیرستان میربچه‌کوت به پایان رسانید و پس از آن وارد جبهه جنگ شد و از قوماندانان حزب جمعیت اسلامی در شمال کابل بوده‌است.

## دیگر فعالیت‌ها
دیگر فعالیت‌های ایشان:
- قوماندان دوره جهاد.
- قوماندان فرقه ۸.
- قوماندان شاهراه شمال.
- قوماندان امنیت کابل.
- رئیس شورای کوهدامن.